# Grammisgalan 1969
Grammisgalan 1969 var den första Grammisgalan. Galan hölls i Berns salonger i Stockholm den 25 september 1969.

## Priser
- Årets populärsångerska: Monica Zetterlund – Gröna små äpplen (Metronome)
- Årets populärsångare: Svante Thuresson – Du ser en man (Metronome)
- Årets populärdebutant: Tommy Körberg – Tom, Nature Boy (Sonet)
- Årets grupp – alla kategorier: Made in Sweden – Made in Sweden (with Love) (Sonet)
- Årets jazzskiva: Jan Johansson – Höstspelor (Sveriges Radios Förlag)
- Årets vissångare: Cornelis Vreeswijk – Tio vackra visor och Personliga Person samt Hönan Agda (Metronome)
- Årets musikal och cabaréinspelning: AB Svenska Ord – Franz Schubert får Spader, Madame! (Svenska Ljud)
- Årets kompositör – text och musik: Cornelis Vreeswijk – Tio vackra visor och Personliga Person samt Hönan Agda (Metronome)
- Årets textmakare: Stikkan Anderson – Gröna små äpplen, Mamma är lik sin mamma samt Ljuva sextital (Polar Music)
- Årets seriösa skivartist – solist: Margot Rödin – Tre sånger (HMV)
- Årets seriösa skiva – med musik före 1960: Sven-Erik Bäck – Tranfjädrarna (Swedish Society Discofil)
- Årets seriösa skiva – med musik efter 1960: Bengt Hambraeus – Transfiguration (Swedish Society Discofil)
- Årets barnskiva: Djungelboken (Odeon)
- Årets producent: Anders Burman (Metronome)
- Juryns hederspris: Jan Johansson

### Fotnoter
1. ↑  Kristofer Ahlström (25 februari 2015). ”Klick och delningar vägen till Grammis”. Dagens nyheter. http://www.dn.se/kultur-noje/musik/klick-och-delningar-vagen-till-grammis/. Läst 1 mars 2017.